# Вачаган (цар)
Вачаган (*поч. I ст. н. е. —бл.70) — цар Кавказької Албанії.

## Життєпис
Був сином або іншим родичем Аррана, царя Кавказької Албанії. Можливо також мав родинні зв'язки з Вірменськими Аршакідами, про що свідчить його ім'я. Був союзником Римської імперії. Водночас зумів в значній мірі встановити владу над землями сучасного Дагестану.
Зрештою царство стало місцем боротьби проримської і пропарфянської партій. У 58—60 роках під час вторгнення римських військ на чолі з Корбулоном вимушено підтримав Парфію, але зазнав поразки. Тому швидко уклав мир з римським імператором Нероном. За невідомих обставин Вачаган помер або загинув. Новим царем став Какас, ставленик Парфії.